# Hyalinothrix millespina
Hyalinothrix millespina är en sjöstjärneart som beskrevs av Fisher 1911. Hyalinothrix millespina ingår i släktet Hyalinothrix och familjen Ganeriidae. Inga underarter finns listade i Catalogue of Life.